# توماس هنتر (مربي)
توماس هنتر (بالإنجليزية: Thomas Hunter)‏ هو مربي أمريكي، ولد في 18 أكتوبر 1831 في Ardglass ‏ في المملكة المتحدة، وتوفي في 14 أكتوبر 1915 في مانهاتن في الولايات المتحدة.